# La macchinazione
La macchinazione è un film del 2016 diretto da David Grieco, basato sulla vita del regista e poeta Pier Paolo Pasolini.
Nel film Pasolini è interpretato da Massimo Ranieri, affiancato da Libero De Rienzo, Roberto Citran e Milena Vukotic nel ruolo della madre Susanna Colussi. Gli avvenimenti successivi alla morte del poeta, dalle accuse a Pelosi alle incongruenze mai risolte, sono raccontati nell'omonimo libro scritto dallo stesso David Grieco.

## Trama
Roma, estate 1975. Pier Paolo Pasolini, poeta e regista di successo, sta lavorando alla produzione del film Salò o le 120 giornate di Sodoma e nel frattempo sta scrivendo il suo ultimo romanzo, Petrolio, in cui parla dell'economia italiana. Da qualche tempo ha intrapreso una frequentazione omosessuale con il giovane Pino Pelosi, romano e con già alcuni precedenti giudiziari. Una sera gli amici del ragazzo rubano il negativo del film, richiedendo al poeta un riscatto per la restituzione. Secondo il film si tratterà di una trappola, il cui esito è il brutale assassinio nella notte fra il 1° e il 2 novembre 1975.

## Distribuzione
Il film è stato distribuito nelle sale cinematografiche italiane a partire dal 24 marzo 2016 dalla Microcinema.

## Curiosità
- Massimo Ranieri aveva conosciuto Pier Paolo Pasolini, il quale era rimasto colpito dalla loro rassomiglianza[1].
- Paolo Bonacelli aveva recitato come protagonista nel film Salò o le 120 giornate di Sodoma (1975), ultima produzione del regista.
- Sergio, il personaggio interpretato da Matteo Taranto è ispirato a Enrico De Pedis.

## Riconoscimenti
- 2016 - Nastri d'argento
  - Candidatura a Migliore attrice non protagonista a Milena Vukotic
  - Candidatura a Migliore fotografia a Fabio Zamarion
- 2016 - Globo d'oro
  - Candidatura a Miglior attore a Libero De Rienzo
  - Candidatura a Miglior sceneggiatura a David Grieco e Guido Bulla
- 2016 - Premio della giuria studentesca
  - Vincitore del premio della giuria studentesca 2016 del festival di cinema italiano a Tolosa, les 12èmes rencontres du cinéma italien à Toulouse.
  - 2017
  - Premio Charlot al miglior film. Il Premio è stato assegnato a David Grieco, all'Arena del Mare di Salerno, il 28 luglio 2017 nel corso della ventinovesima edizione del Premio.